# Zahodni Gati
Zahodni Gati, znani tudi kot gorovje Sahjadri, so gorovje, ki pokriva površino 160.000 km² v odseku 1600 km vzporedno z zahodno obalo Indijskega polotoka in prečka države Gudžarat, Maharaštra, Goa, Karnataka, Kerala in Tamil Nadu. Je na Unescovem seznamu svetovne dediščine in je ena od 36 žarišč biotske raznovrstnosti na svetu. Včasih se imenuje Velike pečine Indije. Zahodni Gati so starejši od Himalaje. Vplivajo na indijske monsunske vremenske vzorce tako, da prestrežejo monsunske vetrove, polne dežja, ki pozno poleti privrejo z jugozahoda. Gorovje poteka od severa proti jugu vzdolž zahodnega roba Dekanske planote in ločuje planoto od ozke obalne nižine, imenovane Zahodne obalne nižine ob Arabskem morju. Leta 2012 je bilo skupno 39 območij v Zahodnih Gatih, vključno z narodnimi parki, rezervati za prostoživeče živali in zavarovanimi gozdovi, označenih za svetovno dediščino – dvajset v Kerali, deset v Karnataki, šest v Tamil Naduju in štiri v Maharaštri.
Gorovje se začne blizu juga reke Tapti in poteka približno 1600 km skozi zvezne države Gudžarat, Maharaštra, Karnataka, Goa, Kerala in Tamil Nadu in se konča pri Marunthuvazh Malai, Kanjakumari, blizu južne konice Indije. Ti hribi tvorijo porečje kompleksnih rečnih drenažnih sistemov, ki odmakajo skoraj 40 % Indije. Zahodni Gati preprečujejo, da bi jugozahodni monsunski vetrovi dosegli Dekansko planoto. Povprečna nadmorska višina je približno 1200 m.
Območje je eno izmed desetih »najbolj vročih žarišč biotske raznovrstnosti« na svetu. Ima več kot 7402 vrst cvetočih rastlin, 1814 vrst necvetočih rastlin, 139 vrst sesalcev, 508 vrst ptic, 227 vrst plazilcev, 179 vrst dvoživk, 290 vrst sladkovodnih rib in 6000 vrst žuželk. Verjetno v Zahodnih Gatih živi veliko neodkritih vrst. Najmanj 325 globalno ogroženih vrst je v Zahodnih Gatih.

## Etimologija
BesedoGhat razlagajo številni dravidski etimoni, kot so kanadski gaati in ghatta (gorovje), tamilski gattu (hrib in hribovski gozd), Tulu gatta (hrib ali pobočje) in ghattam v malajalamščini (gora pot, obrežje in ostri ovinki ).
Ghat, izraz, ki se uporablja na Indijski podcelini, se lahko glede na kontekst nanaša na niz stopničastih hribov, kot so Vzhodni Gati in Zahodni Gati; ali niz stopnic, ki vodijo navzdol do vodnega telesa ali pomola, kot je kraj za kopanje ali upepelitev ob bregovih reke ali ribnika, Ghati v Varanasiju, Dhoby Ghaut ali Aapravasi Ghat. Ceste, ki potekajo skozi Gate, se imenujejo Ghat ceste.

## Geologija
Zahodni Gati so gorski prelomni in erodirani rob Dekanske planote. Geološki dokazi kažejo, da so nastali med razpadom superceline Gondvane pred približno 150 milijoni let. Geofizični dokazi kažejo, da je zahodna obala Indije nastala nekje okoli 100 do 80 mio let po tem, ko se je odcepila od Madagaskarja. Po razpadu bi bila zahodna obala Indije videti kot nenadna pečina visoka približno 1000 m nad morjem. Bazalt je prevladujoča kamnina, ki jo najdemo v hribih in doseže debelino 3 km. Druge najdene vrste kamnin so čarnokiti, granitni gnajsi, hondaliti, granuliti, metamorfni gnajsi z ločenimi pojavi kristalnega apnenca, železova ruda, diabaza in anortoziti. V južnih hribih najdemo tudi preostale lateritne in boksitne rude.

## Geografija
Zahodni Gati segajo od pogorja Satpura na severu in se raztezajo od Gudžarata do Tamil Naduja. Prečkajo južno skozi zvezne države Maharaštra, Goa, Karnataka in Kerala. Glavne vrzeli v območju so Goa Gap med odsekoma Maharaštra in Karnataka ter Palghat Gap na meji med Tamil Nadu in Keralo med hribovjem Nilgiri in hribi Anaimalai. Gore prestrezajo deževne zahodne monsunske vetrove in so posledično območje z veliko količino padavin, zlasti na njihovi zahodni strani. Gosti gozdovi prav tako prispevajo k padavinam na tem območju, saj delujejo kot substrat za kondenzacijo vlažnih dvigajočih se orografskih vetrov z morja in sproščajo velik del vlage nazaj v zrak prek transpiracije, kar omogoča, da se pozneje kondenzira in ponovno pade kot dež.
Severni del ozke obalne nižine med Zahodnimi Gati in Arabskim morjem je znan kot Konkan, osrednji del se imenuje Kanara, južni del pa Malabar. Območje vznožja vzhodno od Gatov v Maharaštri je znano kot Deš, medtem ko je vzhodno vznožje osrednje države Karnataka znano kot Malenadu. Območje je znano kot Sahjadri v Maharaštri in Karnataki. Zahodni Gati se srečajo z Vzhodnimi Gati v gorah Nilgiri v severozahodnem Tamil Naduju. Nilgiri povezuje hribe Biligiriranga v jugovzhodni Karnataki s hribi Ševaroj in Tirumala. Južno od vrzeli Palghat so hribi Anamala, ki so v zahodnem Tamil Naduju in Kerali z manjšimi verigami južneje, vključno s hribi Kardamom, nato prelazom Arjankavu in prelazom Aralvaimoži blizu Kanjakumarija. Gorovje je v Kerali znano kot Sahjan. V južnem delu pogorja je Anamudi (2695 m), najvišji vrh Zahodnih Gatov. Ooty, mesto in občina v okrožju Nilgiris,  popularno imenujejo »kraljica hribovskih postaj«. Bila je poletna prestolnica predsedstva Madras.

### Vrhovi
Zahodni Gati imajo veliko vrhov, ki se dvigajo nad 2000 m, pri čemer je Anamudi (2695 m ) najvišji vrh.

### Vodna telesa
Zahodni Gati tvorijo eno od štirih porečij Indije, ki napajajo trajne indijske reke. Glavni rečni sistemi, ki izvirajo iz Zahodnih Gatov, so reke Godavari, Kaveri, Krišna, Thamiraparani in Tungabhadra. Večina potokov, ki odmakajo Zahodne Gate, se pridruži tem rekam in med monsunskimi meseci vsebujejo veliko količino vode. Te reke tečejo proti vzhodu zaradi naklona kopnega in se izlivajo v Bengalski zaliv. Glavni pritoki so reke Bhadra, Bhavani, Bhima, Malaprabha, Ghataprabha, Hemavathi in Kabini. Reke Perijar, Bharathapuža, Pamba, Netravati, Šaravathi, Kali, Mandovi in Zuari tečejo proti zahodu proti Zahodnim Gatom, se izlivajo v Arabsko morje in so hitre zaradi strmejšega naklona. Reke so zajezili za namene hidroelektrarn in namakanja z velikimi akumulacijami, ki so razpršene po državah. Zahodni Gati predstavljajo 80 % indijske moči hidroelektrarn. Rezervoarji so pomembni za njihov komercialni in športni ribolov šarenke, mahseerja in navadnega krapa. Vzdolž Zahodnih Gatov je okoli 50 večjih jezov. Najbolj opazni med temi projekti so Koyna v Maharaštri, Linganmaki in Krišna Raja Sagara v Karnataki, Mettur in Pikara v Tamil Naduju, Parambikulam, Malampuzha in Iduki v Kerali. Med monsunsko sezono številni potoki, ki jih napaja nenehno deževje, odtekajo s pobočij gora in vodijo do številnih slapov. Večji slapovi so Dudhsagar, Unčalli, Sathodi, Magod, Hogenakal, Jog, Kunčikal, Šivanasamudra, Menmuti, Addžanpara, Athirapili in Koutralam. Talakaveri je izvir reke Kaveri, pogorje Kuduremukha pa je izvir Tungabhadre. Zahodni Gati imajo več umetnih jezer in rezervoarjev z glavnimi jezeri v Ootyju (34 ha) v Nilgirisu, Kodaikanalu (26 ha) in Beridžamu v Palani Hills, jezeru Pookode, jezeru Karlad v Vajanadu, Jezero Vagamon, Devikulam (6 ha) in Letčmi (2 ha) v Idukiju v Kerali.

### Podnebje
Območja, vključno z Agumbe, Hulikal in Amagaon v Karnataki, Mahabalešvar in Tamhini v Maharaštri, se pogosto imenujejo Cherrapunji jugozahodne Indije ali dežna prestolnica jugozahodne Indije. Kollur v okrožju Udupi, Kokkali in Nilkund v Sirsiju, Samse v Mudigereju v Karnataki in Neriamangalam v okrožju Ernakulam v Kerali so najbolj mokra mesta v Zahodnih Gatih. Močne padavine se pojavljajo v okoliških regijah zaradi dolge neprekinjenosti gora brez prelazov in vrzeli. Spremembe smeri in hitrosti vetra vplivajo na povprečno količino padavin in najbolj namočena mesta se lahko razlikujejo. Vendar Maharaštra in severni del Zahodnih Gatov v Karnataki v povprečju prejmeta močnejše padavine kot Kerala in južni del Zahodnih Gatov v Karnataki.
Podnebje v Zahodnih Gatih se spreminja glede na nadmorsko višino in oddaljenost od ekvatorja. Podnebje je vlažno in tropsko v spodnjem toku, ki ga ublaži bližina morja. Višine 1500 m in več na severu ter 2000 m in več na jugu imajo bolj zmerno podnebje. Povprečna letna temperatura je okoli 15 °C. V nekaterih delih je mraz pogost in temperature v zimskih mesecih dosežejo ledišče. Povprečne temperature se gibljejo od 20 °C na jugu do 24 °C na severu. Ugotovljeno je bilo tudi, da najhladnejša obdobja v jugozahodnih Gatih sovpadajo z najbolj mokrimi.
Med monsunsko sezono med junijem in septembrom neprekinjena veriga Zahodnih Gatov deluje kot ovira za oblake, polne vlage. Težki, proti vzhodu pomikajoči se deževni oblaki so prisiljeni dvigniti in pri tem večino dežja odložijo na vetrovno stran. Padavine v tej regiji znašajo v povprečju od 300 cm do 400 cm, lokalni ekstremi pa dosežejo 900 cm. Vzhodne regije Zahodnih Gatov, ki ležijo v padavinski senci, prejmejo veliko manj padavin (približno 100 cm), zaradi česar je povprečna količina padavin 250 cm v vseh regijah. Skupna količina dežja ni odvisna od razširjenosti območja; območja v severni Maharaštri prejmejo obilno deževje, ki mu sledijo dolga sušna obdobja, medtem ko regije bližje ekvatorju prejmejo manj letnih padavin in imajo deževna obdobja, ki trajajo več mesecev na leto.

## Ekoregije
Zahodni Gati so dom štirim tropskim in subtropskim vlažnim ekoregijam širokolistnega gozda – vlažni listopadni gozdovi severozahodnih Gatov, gorski deževni gozdovi severozahodnih Gatov, vlažni listopadni gozdovi jugozahodnih Gatov in gorski deževni gozdovi jugozahodnih Gatov. Severni del območja je na splošno bolj suh kot južni del in na nižjih nadmorskih višinah sestavlja ekoregijo vlažnih listopadnih gozdov severozahodnih Gatov, kjer večinoma listopadne gozdove sestavlja pretežno tikovina. Nad 1000 metri nadmorske višine so hladnejši in vlažnejši severozahodni gorski deževni gozdovi Gatov, za katerih zimzelene gozdove so značilna drevesa iz družine Lauraceae (Lovorovke).
Zimzeleni gozdovi v Vajanadu označujejo prehodno območje med severno in južno ekoregijo Zahodnih Gatov. Južne ekoregije so na splošno bolj vlažne in bogatejše z vrstami. Na nižjih nadmorskih višinah so vlažni listopadni gozdovi jugozahodnih Gatov, s Cullenio, značilnim drevesnim rodom, ki ga spremljajo tikovina, dipterokarp in druga drevesa. Vlažni gozdovi prehajajo v bolj suhe listnate gozdove planote Južni Dekan, ki ležijo v padavinski senci na vzhodu. Nad 1000 metri so gorski deževni gozdovi jugozahodnih Gatov, ki so prav tako hladnejši in vlažnejši od okoliških nižinskih gozdov in v njih prevladujejo zimzelena drevesa, čeprav je nekaj gorskih travišč in zakrnelih gozdov mogoče najti na najvišjih nadmorskih višinah. Montanski deževni gozdovi jugozahodnih Gatov so z vrstami najbolj bogata ekoregija v polotoku Indije; osemdeset odstotkov cvetočih rastlinskih vrst celotnega območja Zahodnih Gatov najdemo v tej ekoregiji.

## Varstvo biotske raznovrstnosti
Zgodovinsko gledano so bili Zahodni Gati pokriti z gostimi gozdovi, ki so zagotavljali divjo hrano in naravne habitate domorodnim plemenskim ljudem. Nedostopnost je ljudem iz ravnin oteževala obdelovanje zemlje in gradnjo naselij. Po vzpostavitvi britanske kolonialne oblasti v regiji so bili veliki deli ozemlja očiščeni za kmetijske nasade in les. Gozd v Zahodnih Gatih je bil močno razdrobljen zaradi človeških dejavnosti, zlasti goloseka za nasade čaja, kave in tikovine od leta 1860 do 1950. Vrste, ki so redke, endemične in strokovnjaki za habitate, so bolj prizadete in se ponavadi izgubljajo hitreje kot druge vrste. Zapleteni in z vrstami bogati habitati, kot je tropski deževni gozd, so prizadeti veliko bolj negativno kot drugi habitati.
Območje je ekološko občutljivo za razvoj in je bilo leta 1988 s prizadevanji ekologa Normana Myersa razglašeno za ekološko žarišče. Območje pokriva pet odstotkov indijske zemlje; 27 % vseh vrst višjih rastlin v Indiji (4000 od 15.000 vrst) najdemo tukaj in 1800 od teh je endemičnih za regijo. Na tem območju živi najmanj 84 vrst dvoživk, 16 vrst ptic, sedem sesalcev in 1600 cvetočih rastlin, ki jih ni drugje po svetu. Indijska vlada je vzpostavila številna zaščitena območja, vključno z 2 biosfernima rezervatoma, 13 narodnimi parki za omejitev dostopa ljudi, več zavetišči za divje živali za zaščito določenih ogroženih vrst in številnimi zavarovanimi gozdovi, ki jih upravljajo oddelki za gozdove pristojne države, da ohranijo nekaj ekoregij, ki so še nerazvite. Biosferni rezervat Nilgiri, ki obsega 5500 km² zimzelenih gozdov Nagarahole in listopadnih gozdov Bandipurja v Karnataki, ki mejijo na regije Vajanad-Mukurthi v Kerali in narodni park Mudumalai-Sathjamangalam v Tamil Naduju, tvori največje sosednje zaščiteno območje v Zahodnih Ghatih. Silent Valley v Kerali je med zadnjimi območji nedotaknjenega tropskega zimzelenega gozda v Indiji.
Avgusta 2011 je skupina strokovnjakov za ekologijo Zahodnih Gatov (WGEEP) označila celotne Zahodne Gate za ekološko občutljivo območje (ESA) in različnim regijam dodelila tri stopnje ekološke občutljivosti. Ministrstvo Unije za okolje in gozdove je imenovalo komisijo, ki jo vodi ekolog Madhav Gadgil, da oceni biotsko raznovrstnost in okoljska vprašanja Zahodnih Gatov. Odbor Gadgil in njegov naslednik, odbor Kasturirangan, sta priporočila predloge za zaščito Zahodnih Gatov. Gadgilovo poročilo je bilo kritizirano kot preveč okolju prijazno, Kasturiranganovo poročilo pa je bilo označeno kot protiokoljsko.
Leta 2006 je Indija zaprosila za Unescov program Človek in biosfera (MAB) za uvrstitev Zahodnih Gatov na seznam zaščitene svetovne dediščine. Leta 2012 so bili naslednji kraji razglašeni za svetovno dediščino:
- Rezervat za tigre Kali, Dandeli, Karnataka
- Zavetišče in narodni park Indira Gandhi, Tamil Nadu
- Zavetišče za ptice Mundigekere, Sirsi, Karnataka
- Rezervat za tigre Kalakad Mundanthurai, Tamil Nadu
- Zavetišče za ptice Thatekad, Kerala
- Zavetišče za divje živali Šendurnej, Kerala
- Zavetišče za divje živali Nejjar, Kerala
- Zavetišče za divje živali Pepara, Kerala
- Rezervat za tigre Perijar, Kerala
- Zavetišče za divje živali Sriviliputur, Tamil Nadu
- Narodni park Eravikulam, Kerala
- Narodni park Grass Hills, Tamil Nadu in Kerala
- Narodni park Karian Šola, Karnataka
- Zavetišče za divje živali Sathjamangalam, Tamil Nadu
- Zavetišče za divje živali Činar, Kerala
- Narodni park Silent Valley, Kerala
- Zavetišče za divje živali Karimpuža, Kerala
- Narodni park Mukurthi, Tamil Nadu
- Zavetišče za divje živali Pušpagiri, Karnataka
- Zavetišče za divje živali Brahmagiri, Karnataka
- Zavetišče za divje živali Mookambika, Karnataka
- Zavetišče za divje živali Talakaveri, Karnataka
- Zavetišče za divje živali Aralam, Kerala
- Narodni park Kudremukh, Karnataka
- Zavetišče za divje živali Somešvara, Karnataka
- Kaas planota, Maharaštra
- Zavetišče za divje živali Bhimašankar, Maharaštra
- Zavetišče za divje živali Kojna, Maharaštra
- Narodni park Čandoli, Maharaštra
- Zavetišče za divje živali Radhanagari, Maharaštra
- Zavetišče za divje živali Parambikulam, Kerala
- Narodni park Pambadum Šola, Kerala
- Narodni park Anamudi Šola, Kerala
- Zavetišče za divje živali Čimmonj
- Zavetišče za divje živali Peeči-Važani, Kerala
- Zavetišče za divje živali Vajanad, Kerala
- Narodni park Mathiketan Šola, Kerala
- Zavetišče Kurindžimala, Kerala
- Narodni park Karimpuža, Kerala
- Zavetišče za divje živali Iduki
- Narodni park Ranipuram
- Zavetišče za divje živali Megamalai, Tamil Nadu
- Zavetišče za divje živali in narodni park Palani, Tamil Nadu
- Zavetišče za divje živali Kanjakumari, Tamil Nadu
- Narodni park Bandipur, Karnataka
- Narodni park Nagarhole, Karnataka
- Bosferni rezervat Nilgiri, Tamil Nadu
- Narodni park Mudumalai, Tamil Nadu

## Živalstvo
Zahodni Gati so dom na tisoče živalskih vrst, vključno z najmanj 325 globalno ogroženimi vrstami.

### Sesalci
Obstaja vsaj 139 vrst sesalcev. Od 16 endemičnih sesalcev jih je 13 ogroženih. Med 32 ogroženimi vrstami so tiger, leopard, bradač (Macaca silenus), Nilgiri tar, azijski slon, črni langur (Semnopithecus johni) in gaur. Ocenjuje se, da endemična malabarska velika pegasta cibetovka (Viverra civettina) šteje manj kot 250 zrelih osebkov, pri čemer nobena subpopulacija ne presega 50 osebkov. Kuna Nilgiri (Martes gwatkinsii), rjava palmova cibetovka (Paradoxurus jerdoni), črtasti mungos (Urva vitticolla), indijski rjavi mungos (Urva fusca), mala indijska cibetovka (Viverricula indica)) in leopardja mačka (Prionailurus bengalensis) so majhne zveri, ki živijo v gozdovih Zahodnih Gatov.
Hribovja predstavljajo pomembne koridorje prostoživečih živali in so pomemben del rezervatov projekta Elephant in Project Tiger. Največja populacija tigrov živi v Zahodnih Gatih, kjer je sedem populacij z ocenjeno populacijsko velikostjo 1200 posameznikov, ki zasedajo 21.435 km² gozda v treh večjih pokrajinskih enotah, ki se razprostirajo čez Karnatako, Tamil Nadu in Keralo. Ekoregija Zahodni Gati ima največjo populacijo indijskih slonov v divjini z ocenjenimi 11.000 posamezniki v osmih različnih populacijah. Endemični Nilgiri tar, ki je bil na robu izumrtja, si je opomogel in ima po ocenah 3122 osebkov v naravi. Približno 3500 makakov bradačev živi raztresenih po več območjih v Zahodnih Gatih.

### Plazilci
V Zahodnih Gatih najdemo vsaj 227 vrst plazilcev. Glavna populacija družine kač Uropeltidae je omejena na regijo. Tu se pojavlja več endemičnih rodov in vrst plazilcev, vključno s trsno želvo Vijayachelys silvatica, kuščarji, kot so Salea, Ristella, Kaestlea in kačami, kot so Melanophidium, Plectrurus, Teretrurus, Platyplectrurus, Xylophis in Rhabdops. Endemizem na ravni vrste je veliko večji in je skupen skoraj vsem tukaj prisotnim rodovom. Med nekaterimi skrivnostnimi endemičnimi plazilci so strupene kače, kot so črtasta koralna kača (Calliophis nigrescens), malabarski jamičar (Craspedocephalus malabaricus), veliki luskasti jamičar (Craspedocephalus macrolepis) in podkovnjasti gad (Craspedocephalus strigatus). Regija ima precejšnjo populacijo roparskega krokodila (Crocodylus palustris).

### Dvoživke
Dvoživke v Zahodnih Gatih so raznolike in edinstvene, saj je več kot 80 % od 179 vrst dvoživk endemičnih za deževne gozdove v gorah. Indijsko škrlatno žabo (Nasikabatrachus sahyadrensis) so odkrili leta 2003. Več vrst žab, in sicer iz rodov Micrixalus, Indirana in Nyctibatrachus, je endemičnih za to regijo. Endemični rodovi so krastače Pedostibes, Ghatophryne in Xanthophryne; drevesne žabe, kot so Ghatixalus, Mercurana in Beddomixalus in mikrohilidi, kot je Melanobatrachus. Nove vrste žab so bile opisane v Zahodnih Gatih leta 2005, pred kratkim pa je bila odkrita nova vrsta, monotipična v svojem rodu Mysticellus.
Regija je tudi dom številnih vrst cecilij. Na vseh vzpetinah Zahodnih Gatov je veliko vrst dvoživk, ki jih je treba še odkriti. Krčenje gozdov ogroža te dvoživke z neposredno izgubo habitata in povečano nevarnostjo zemeljskih plazov.

### Ribe
Od leta 2004 je bilo za Zahodne Gate naštetih 288 sladkovodnih vrst rib, vključno s 35 znanimi tudi iz somornice ali morske vode. Od takrat je bilo opisanih več novih vrst v regiji (npr. Dario urops in S. sharavathiensis). Obstaja 118 endemičnih vrst, vključno s 13 rodovi, ki so v celoti omejeni na Zahodne Gate (Betadevario, Dayella, Haludaria, Horabagrus, Horalabiosa, Hypselobarbus, Indoreonectes, Lepidopygopsis, Longischistura, Mesonoemacheilus, Parapsilorhynchus, Rohtee in Travancoria).
V južnem delu Zahodnih Gatov je večje bogastvo rib kot v severnem, največ pa je v reki Čalakudi, ki sama vsebuje 98 vrst. Druge reke z velikim številom vrst so Perijar, Bharatapuža, Pamba in Čalijar ter gorvodni pritoki rek Kaveri, Pambar, Bhavani in Krišna. Zvrstno najbolj bogate družine so pravi krapovci (72 vrst), hribovske ščurke (34 vrst; vključno s Nemacheilidae, ki zdaj veljajo za ločeno družino), somi Bagridae (19 vrst) in somi Sisoridae (12 vrst). Regija je dom več okrasnih rib briljantnih barv, kot so rdečečrta algojeda mrenica (sahyadria denisonii), melona (Haludaria fasciata), več vrst Dawkinsia, Botia striata, som Horabagrus, pritlikava napihovalka (Carinotetraodon travancoricus)) in pritlikava malabarska napihovalka (Carinotetraodon imitator). Reke so tudi dom Osteobrama bakeri in večjih vrst, kot sta malabarska kačaglavka (Channa diplogramma) in Tor malabaricus. Nekaj jih je prilagojenih na podzemno življenje, vključno z nekaterimi rakthamichthys (močvirska jegulja) ter Horaglanis in Kryptoglanis.
Po podatkih IUCN je bilo leta 2011 97 sladkovodnih ribjih vrst iz Zahodnih Gatov ocenjenih kot ogroženih, vključno z 12 kritično ogroženimi, 54 ogroženimi in 31 ranljivimi. Vsi razen enega (Tor khudree) so endemični za Zahodne Gate. Dodatnih 26 vrst iz regije velja za pomanjkljive podatke (njihov status trenutno ni jasen). Primarne grožnje so izguba habitata, pa tudi prekomerno izkoriščanje in vnesene vrste.

### Ptice
Obstaja vsaj 508 vrst ptic. Večina od petsto vrst ptic v Karnataki je iz regije Zahodni Gati. Obstaja vsaj 16 vrst ptic, ki so endemične za Zahodne Gate, vključno z ogroženim rdečeprsim drozdom (Montecincla cachinnans), ranljivim golobom Nilgirijem (Columba elphinstonii), beloprsim kratkokrilcem (Sholicola albiventris) in Schoenicola platyurus, skoraj ogroženim sivoprsim drozdom (Montecincla fairbanki), črno-oranžna muharica (Ficedula nigrorufa), nilgirska muharica (Eumyias albicaudatus) in Anthus nilghiriensis, najmanj zaskrbljujoči pa malabarski (modrokrili) papagaj (Psittacula columboides), malabarski sivi kljunorožec (Ocyceros griseus), belotrebušasta muharica (Dendrocitta leucogastra), sivoglavi bulbul (Brachypodius priocephalus), Argya subruf, Pterorhinus delesserti, Cyornis pallidipes in Leptocoma minima.

## Rastlinstvo
Tu prevladuje tropski deževni gozd. Tukaj najdemo tudi gorske gozdove, tropske suhe gozdove in tropske vlažne gozdove. Od 7402 vrst cvetočih rastlin, ki se pojavljajo v Zahodnih Gatih, je 5588 vrst domorodnih ali avtohtonih in 376 naturaliziranih eksotičnih; 1438 vrst se goji ali sadi kot okras. Med avtohtonimi vrstami je 2253 vrst endemičnih za Indijo, od tega jih je 1273 vrst izključno omejenih na Zahodne Gate. Poleg 593 potrjenih podvrst in sort; Poročajo tudi o 66 vrstah, 5 podvrstah in 14 dvomljivih različicah, kar predstavlja 8080 taksonov cvetočih rastlin.
Različne rastlinske vrste so endemične za Zahodne Gate, tudi gorska areka palma Bentinckia condapanna in roža iz družine akantov Strobilanthes kunthiana. Številne rastlinske vrste so prav tako kritično ogrožene, kot sta Dipterocarpus bourdillonii in Phyllanthus anamalayanus.
Echinops sahyadricus je endemit v gorah in poseben vzdevek sahyadricus se nanaša nanje.

## Grožnje
Zahodni Gati se soočajo s številnimi težavami. Krivolov, krčenje gozdov, gozdni požari, dodatni lov in nevarnosti za domorodna plemena so glavne grožnje. Kljub indijskemu zakonu iz leta 1972 o prepovedi divjega lova ljudje še vedno nezakonito lovijo živali, kot so tigri, sloni in čital, zaradi kože, krzna ali oklov. Tukajšnji gozdovi se uničujejo za kmetijstvo ali živinorejo. Kmetje ubijajo tudi živali, ki jedo živino. Gozdni požari se vsako leto zgodijo v sušnem poletnem obdobju, zlasti v bloku Nagarhole-Bandipur-Vajanad-Mudumalai-Satjamangalam-BRT, ki ima najbolj biotsko raznovrstne lokacije v Zahodnih Gatih z največjo populacijo tigrov in slonov.
Domača plemena Zahodnih Gatov so izseljena iz svojih domov. Posledica tega je degradacija plemenske kulture. Zaradi bogate biotske raznovrstnosti v flori in favni so Zahodni Gati postali tarča številnih podjetij za pridobivanje virov. Vendar to preverjajo indijska vlada in državne vlade, da ščitijo Zahodne Gate.